# Servitut
En servitut er en disponeringsbegrænsende bestemmelse for en ejendom, grund eller andet. Den faglige (juridiske) definition på en servitut er: "En på særligt retsgrundlag hvilende ret til at råde over en fast ejendom i begrænset omfang eller til at kræve opretholdt en given tilstand på ejendommen". Servitutter kaldes ofte deklarationer, som betyder "erklæring" og henviser til det dokument, der hjemler en servitut.
En servitut stiftes ved, at man som (privat eller kommunal) grundejer beslutter sig for, eller indvilliger i, at pålægge sin ejendom en servitut og herefter tinglyser den. Det er den pågældende grundejer selv, og kun ham, der kan pålægge ejendommen en servitut. Som grundejer kan man stort set stifte de servitutter, man vil. Det gælder både mht. hvad det er for en retstilstand, servitutten skal sikre, og mht. at indføre evt. bestemmelser om tilsyn og håndhævelse ved manglende overholdelse af servitutten – f.eks. om at der ved misligholdelse af servituttens forskrifter skal betales en bod.
Servitutstiftelse følger dansk rets almindelige regler om aftaleindgåelse. Dvs. at Kong Christian V's Danske Lov fra 1683 udstikker (endnu gældende) retningslinjer om, at en aftale skal holdes, og at den ikke må stride mod "lov og ærbarhed". Aftaleloven har imidlertid større praktisk betydning for, hvordan retten til at stifte servitutter begrænses. Ifølge Aftalelovens § 36 kan en aftale ændres eller tilsidesættes, hvis det vil være urimeligt eller i strid med redelig handlemåde at gøre den gældende. Tommelfingerregelen er altså, at en servitut dels skal være rimelig, og dels ikke må gøre den offentligretlige regulering illusorisk. Denne regel er også baggrunden for Planlovens § 42, der siger, at lokalplanrelevante servitutter kun kan pålægges efter forudgående samtykke fra kommunalbestyrelsen. Der må dog ikke meddeles samtykke i tilfælde, hvor der som følge af Planlovens § 13, stk. 2, skal tilvejebringes en lokalplan, dvs. hvor der er lokalplanpligt. Privat servitutregulering må således heller ikke gøre lokalplanlægningen illusorisk. Derfor giver Planloven en kommune mulighed for at nægte samtykke til et servitutpålæg, såfremt kommunen mener, at servitutten vil foregribe og evt. give problemer i forbindelse med senere lokalplanlægning for den pågældende ejendom.